# Flaurling
Flaurling è un comune austriaco di 1 289 abitanti nel distretto di Innsbruck-Land, in Tirolo.